# 樋口健二

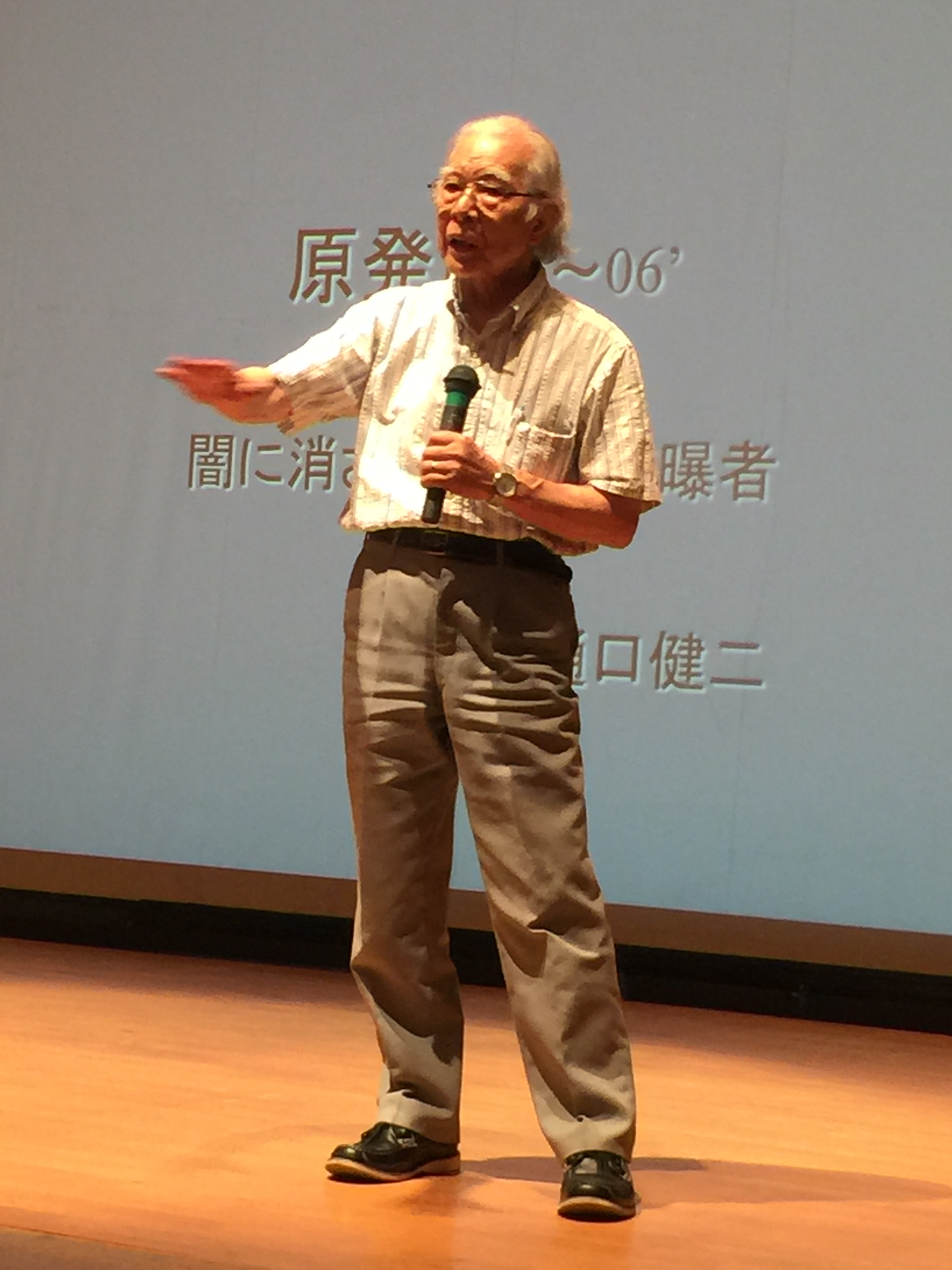
ママデモ主催講座で講演する樋口健二

樋口 健二（ひぐち けんじ、1937年3月10日 - ）は、日本の報道写真家。四日市ぜんそくをはじめとする高度経済成長による日本中の公害や炭鉱、原子力発電所における放射能による犠牲者、被ばく労働、遡ること、戦争の最大の犠牲者 皇軍兵士たちの生存者たちへの唯一の取材や、ジュネーブ条約を破って製造されていたとされる、毒ガス製造命令を、何を製造しているか知らされないまま防護服もマスクも無しに製造させられて犠牲となった 毒ガスの犠牲者(戦争当時少年少女)等への誠実な切実な撮影取材、また 反戦で知られる古今東西の芸術家たちの取材撮影、戦争の記憶の新しい時期の沖縄取材など、常に弱者や一般に生きる人々の側の歴史的真実の写真取材で知られている。犠牲者との了解を得たうえでの撮影スタイルと、そのありのままの痛ましい姿を捉えた写真は、まさに遺言のような写真であり、日本よりも先に海外での評価が高い。それは、日本国内にとどまらずアジア諸国やアメリカ等々でも撮影と取材をし、国境を超えたジャーナリズムとしての意志の表れといえる。
日本写真芸術専門学校副校長、日本写真家協会会員、世界核写真家ギルド会員。

## 経歴
長野県諏訪郡富士見町生まれ。東京綜合写真専門学校を卒業し、その後同校の助手を経てフリーカメラマンとなる。1960年代より公害、労働災害、環境汚染等の問題を追う。
1964年、東京綜合写真専門学校卒業。同校助手を経てフリーへ。
1969年、四日市公害を撮影した『白い霧とのたたかい』写真展(東京、大阪、四日市、新産業都市)
1974年、国連主催世界環境写真コンテスト・プロ部門『四日市』入賞。
1983~84年、『毒ガス島』写真展(東京、大阪、名古屋キャノン・サロン、広島・平和祈念資料館)開催。
1985年、『原発』写真展、市民の手で全国開催。
1987年、ニューヨークでの第1回核被害者世界大会で日本の原発被曝の実態を報告した。スリーマイル島取材撮影。
1987年~88年、『原発』『四日市』写真展を台湾にて開催。
1988年、世界核写真家ギルド展に『原発』を出展し、ベルリン、モントリオール、ミュンヘン、ニューヨーク、トロント他で開催。
1990年~93年、日本の報道写真家4人展『原発』出展。
1995年、英国の公共テレビ局チャンネル4のリポーターとして起用され、ドキュメンタリー『日本の原発ジプシー』を追う「隠された被曝労働 〜日本の原発労働者〜」放映。("Nuclear Ginza")において原子力発電所における労働災害を取材。
2001年、核廃絶NGO「ワールド・ウラニウム・ヒアリング」(本部ドイツ)創設の『核のない未来賞』教育部門賞、日本人として初受賞。同年、『被曝実態』写真展を外国特派員協会ロビー&ギャラリーにて開催。
2005年、『日本列島1966-2005』展東京にて開催。
2006年、『憧憬富士』展を東京にて開催。
2009年~10年、日本、韓国、中国のドキュメンタリー写真展出展。
2011年、「原発被曝の実態」を全国各地域にて巡回展。第17回平和・協同ジャーナリスト基金(PCJF)基金賞(大賞)受賞。
2012年、『原発崩壊 1973年~2011年』受賞記念展を東京・大阪にて開催。
2011年以降、講演会多数。Washington Post (米国）、イプシロン（ギリシャ）諸外国からの取材。
☆☆☆☆☆☆☆☆☆☆☆☆☆☆☆☆☆☆☆☆☆
2013年より～シングルマザーチーム「Mamademo」プロデュース開始。
「Mamademo」は女性の人権擁護・脱原発・被ばく・環境保護Activistチーム。樋口氏の講演・写真展・コラボ企画プロデュースをスタートし、Websiteなどソーシャルメディアを充実させる。NHK取材の際、Mamademo代表魚ずみが交渉し、福島NHKだけでの放送になるところを、NHK全国放送にて「樋口健二〜原発・被爆労働者を撮影し続けてきたフォトジャーナリスト」として放送される。
2014年、9月韓国にて初めての写真展＆講演会。日韓原子力ワークショップにて講演。
2013年以降の全て Activist team『Mamademo(ママデモ)』(代表魚ずみちえこ、廣岡彩、杢大美根子~後の1/2History企画)Website作成・管理・構成・企画・プロデュース、写真パネル化、レイアウト等、すべて行う。尚、樋口の書籍・写真集及び功績を、英・台・韓・仏・独・ポーランドなど海外に広め、取材を受けるように企画をしていく。 https://kenjihiguchi.jimdofree.com/　(樋口健二Website）。　https://happymamademo.jimdofree.com/
（Mamadem　Website）
2017年3月11日、樋口健二の講演を企画主催の1/2History(2分の１ヒストリー)代表 魚ずみちえこ(2013年より.樋口健二 公認写真管理人・写真パネル化)が、ドイツ、デュッセルドルフにて原発反対のデモ参加。あらゆる面での行動が樋口氏に影響をもたらす。
Sayonara Nukes Dusseldorf（代表/Bontaka高岡大伸、通訳・鹿沼和子、多数）の大きな協力のもと、エコトップその他教会にて、 樋口健二講演会と写真展(3ヶ月のロングラン)開催。続いてイギリス、ロンドンにて、JapaneseAgainstNukesの招待により、国会議事堂でも原発労働者の放射能被ばくについての講演会（樋口）と母親Activistとしての speech（魚ずみ）をそれぞれ発表。
2019年/2月~4月、 SayonaraNukesDuesseldorfによる樋口写真展開催。魚ずみ代理でスピーチ。　https://rp-online.de/nrw/staedte/duesseldorf/sayonara-nukes-duesseldorf-aktivistinnen-kaempfen-gegen-atomokraft_aid-37670363 (SND Website）
2020年1月11日～3月29日、樋口健二写真展「富士と山麓」東京都調布市PlazaGalleryにて。
2020年５月～、各地講演延期(世界的Coronavirus Pandemicにより）。
➡ドイツベル基金のWebsiteに半永久的に原発関連の写真とInterviewが掲載(交渉魚ずみ)https://www.boell.de/fukushima-ist-noch-nicht-geschichte 。
2020年11月13日帝京大学、八王子キャンパスにて講演。(文学部社会学科講師/木下浩一氏。武蔵大学教授・ジャーナリスト/永田浩三氏））。
2021年2月28日～3月13日江古田映画祭にて。樋口健二ドキュメンタリー映画「闇に消されてなるものか」（監督/永田浩三）上映。
2021年3月11日福島原発事故(東日本大震災）オンラインにてフランスの取材。同じく３月よりドイツSayonara Nukes Dusseldorf主催の写真展はビデオレターにて参加。
2021年6月～11月PARC自由学校にて、オンライン連続講座/「売れない写真家がみつめた日本の闇」。(PARC自由学校/   http://www.parc-jp.org/freeschool/ )
2011年の福島第一原子力発電所事故以来、樋口の仕事は注目を浴びるが、日本は再稼働へと向かう。
2013年以降、Mamademo主催による講演会。
以下すべて
作家広瀬隆、反戦、反核の講壇士 神田香織、童話作家・翻訳家・反核・反戦・平和への活動でも有名な詩人 アーサー・ビナード、参議院議員・山本太郎等とのコラボによる講演会が話題を集めている。
2016年~2018年、毎年11月 小出裕章(工学者、元京都大学原子炉実験所助教授)とのコラボ講演会。地球の自然環境破壊と人権破壊を続ける巨大な権力と立ち向おうという共通点から数回開催。
2018年11月11日、Would BEYOND Warの依頼で、『Armistice 100anniversary ~WHAT IS THE WORST KIND OF DISCRIMINATION~世界最悪な差別とは!?』で、日本以外の世界へ『Poison Island 毒ガスの島』の真実を名古屋にて講演。
2018年11月、ルポライター 鎌田慧とのコラボ講演会。
『報道とは、権力のためにあらず。必ずその時の弱者に寄り添い、権力に迎合せず、事実に基づいて真実を追求することである。』『Journalism does not side with people in power, but the individuals who are in need at the time of reporting; or it panders to the authorities but it pursues and presents truths based on facts.』
(訳　魚ずみ)。

## 受賞歴
- 1974年、国連世界環境写真コンテストプロ部門において『四日市』が入賞
- 2001年、ワールド・ウラニウム・ヒアリング 核のない未来賞（英語版）教育部門賞受賞[5]
- 2011年、『原発崩壊〜樋口健二写真集』で、第17回平和・協同ジャーナリスト基金賞受賞
- 2022年、『フクシマ原発棄民～歴史の証人　終わりなき原発事故』で、「脱原発社会を目指す文学者の会」において、ノンフィクション部門、文学賞受賞　https://dgp-bungaku.main.jp/

## 著書
- 樋口健二『闇に消される原発被曝者』三一書房、1981年5月。ISBN 4-380-81243-X。
- 樋口健二『売れない写真家になるには 四日市 毒ガス島 原発』八月書館、1983年10月。ISBN 978-4-938140-02-1。
- 樋口健二『原発被曝列島』三一書房、1987年12月。ISBN 4-380-87223-8。
- 樋口健二『アジアの原発と被曝労働者』八月書館、1991年1月。ISBN 978-4-938140-18-2。
- 樋口健二『これが原発だ カメラがとらえた被曝者 (岩波ジュニア新書)』岩波書店、1991年7月。ISBN 978-4-00-500194-1。
- 樋口健二『日本破壊列島 1970-1990』三一書房、1992年10月。ISBN 4-380-92244-8。
- 樋口健二『闇に消される原発被曝者』御茶の水書房、2003年5月。ISBN 4-275-01946-6。
- 樋口健二『はじまりの場所 日本の沸点』こぶし書房、2006年9月。ISBN 978-4-87559-210-5。
- 樋口健二『環境破壊の衝撃1966-2007 (新風舎文庫)』新風舎、2007年12月。ISBN 4-289-50761-1。
- 樋口健二 『新装改訂 原発被曝列島』 三一書房、2011年8月。ISBN 978-4-380-11000-9。
- 樋口健二 自伝 『無声慟哭 VoicelessCries』2015年3 月。電子書籍 (荒井潤編集)
- 樋口健二 写真・文 『毒ガスの島』～棄民たちの記録～ ／こぶし書房、2015年6月。
- 樋口健二 写真・文 『忘れられた皇軍兵士たち』／こぶし書房、2017年7月。
- 樋口健二自叙伝『慟哭の日本戦後史　ある報道写真家の六十年」(こぶし書房）2021年6月30日。
- 樋口健二「フクシマ原発棄民・歴史の証人」（八月書館）2021年8月8日。

### 写真集
- 樋口健二『四日市 樋口健二写真集』六月社書房、1972年。ASIN B000J9O2HO。
- 樋口健二『フォトドキュメント 原発 樋口健二写真集』オリジン出版センター、1979年8月。ASIN B000J7X3C6。
- 樋口健二『毒ガス島 樋口健二写真集 大久野島毒ガス棄民の戦後』三一書房、1983年8月。ISBN 978-4-380-83257-4。
- 樋口健二『山よろけ 北海道じん肺 樋口健二写真集』三一書房、1992年4月。ISBN 4-380-92222-7。
- 樋口健二『原発 1973年〜1995年 樋口健二写真集』三一書房、1996年8月。ISBN 4-380-96252-0。
- 樋口健二『樋口健二報道写真集成―日本列島’66‐’05』こぶし書房、2005年7月。ISBN 978-4-87559-194-8。
- 樋口健二『原発崩壊〜樋口健二写真集』合同出版、2011年8月。ISBN 978-4-7726-1034-6。
- 樋口健二 『新版 四日市 YOKKAICHI』写真集 (こぶし書房)2014年11月

### 共著
- 鳥越皓之『最後の丸木舟―海の文化史』御茶の水書房、1981年8月。ISBN 4-275-01946-6。
- 柏井宏之、南波悠二郎、樋口健二 著、「岩佐裁判の記録」編集委員会 編『原発と闘う 岩佐原発被曝裁判の記録』八月書館、1988年4月。ISBN 978-4-938140-09-0。
- 草の根出版会 編『日本の公害 〈4〉 ― 写真・絵画集成 高度成長と公害』日本図書センター、1996年4月。ISBN 978-4-8205-7299-2。

## カトレア会
1981年、報道写真ゼミ卒業生を中心に始まった樋口による無料写真塾。第一期生にはアフガニスタンで取材中に爆死（1988年10月2日）した南條直子（満33歳没）がいる。南條直子はルポタージュ1冊、写真集1冊を遺しての無念の死を遂げた。後年、アメリカのドキュメンタリー映画班が彼女を取り上げた映像がある。BBCで放映され、逆輸入でテレビ朝日が1時間番組で放映した。カトレア会出身生徒は、スポーツ写真界では、山口益路。ドキュメンタリー方面では、鈴木邦弘（「森の人・ピグミー」でニコンサロン賞受賞）。宇井眞紀子は、アイヌ民族を長年追い、5冊の写真集を出版し、多数の写真展を開催し活躍中。
笹本恒子写真賞の第1回目と、東川町の特別賞他受賞の前田春人は、南アのアパルトヘイトの写真集で日本写真協会新人賞も受賞。中田聡一郎は「星のしゃぼう」で相模原写真賞の新人賞を受賞。自然との共存をテーマに６冊の写真集を出版。豊里友行も同賞を受賞。長野良市は、熊本日々新聞社の出版文化賞などを受賞。風景写真の広瀬敦司は「高尾山」、「東京の里道I、II」、「伊豆の風景」の撮影で有名。伊原美代子はネコと祖母の情愛を描いた写真集で10万部を出版し、成功を収めた。歌舞伎町を20数年間追った写真集で講談社出版文化賞を受賞した権徹（ゴンチョル）がいる。現在までにカトレア会メンバーは75冊の本を出版している。ここに名前を挙げきれなかった写真家が何名も活動。

## 参考資料
- 樋口健二 (2009/9/1), “30年目の真実、死亡扱いされていた原発親方”, 原子力資料情報室通信 (原子力資料情報室) 423 2011年4月18日閲覧。
- DAVID JIMÉNEZ (2003年6月8日). “Mendigos, esclavos nucleares en Japón”. EL MUNDO 2011年4月19日閲覧。 {{cite news}}: |accessdate=、|date=の日付が不正です。 (説明)⚠ 邦訳：日本の原発奴隷
- Sonni Efron (1999年12月30日). “System of Disposable Laborers”. ロサンゼルス・タイムズ 2025年2月27日閲覧。
- “Japan's Nuclear Power Plant Workers, Exposed to Radiation, Hidden from Sight”. Monthly Review (2011年4月11日). 2011年4月18日閲覧。